# Tim Grunhard
Timothy Gerard Grunhard (Chicago, 17 maggio 1968) è un ex giocatore di football americano statunitense che ha militato nel ruolo di centro nella National Football League (NFL).

## Carriera
Grunhard al college giocò a football con i Notre Dame Fighting Irish dove vinse il campionato NCAA nel 1988. Fu scelto nel corso del secondo giro (40º assoluto) del Draft NFL 1990 dai Kansas City Chiefs e fu l'ancora della linea offensiva della squadra negli anni novanta insieme a Dave Szott. Durante quel periodo disputò 164 gare come titolare, il terzo risultato della storia per un giocatore dei Chiefs. Una figura molto amata dai tifosi e dalla comunità della città, fu convocato per il suo unico Pro Bowl nella stagione 1999 dopo che il centro dei Denver Broncos Tom Nalen rinunciò alla partita per un infortunio. Si ritirò dopo la stagione 2000.

## Palmarès
- Convocazioni al Pro Bowl: 1

1999
- PFWA All-Rookie Team - 1990
- Kansas City Chiefs Hall of Fame